# Клубний чемпіонат світу з футболу 2022
Клубний чемпіонат світу з футболу 2022 (араб. كأس العالم للأندية لكرة القدم المغرب 2022) — футбольний турнір, який пройшов у лютому 2023 року в Марокко. Він став 19-м розіграшем Клубного чемпіонату світу з футболу, в якому взяли участь 7 клубів з шести континентальних конфедерацій.
Іспанський «Реал Мадрид» виграв клубний чемпіонат світу в рекордний п'ятий раз, обігравши єгипетський «Аль-Аглі» з рахунком 4:1 у півфіналі, а у фіналі здобувши перемогу над саудівською командою «Аль-Гіляль» з рахунком 5:3.

## Визначення дати і господаря турніру
Хоча Клубний чемпіонат світу з футболу зазвичай проводився щороку в грудні, турнір 2022 року не міг відбутися в цей період через перенесення чемпіонату світу з футболу 2022 року на листопад і грудень 2022 року. У бюджеті ФІФА на 2023 рік на Клубний чемпіонат світу було виділено 20 мільйонів доларів США. У грудні 2022 року президент КОНКАКАФ Віктор Монтальяні припустив, що Клубний чемпіонат світу відбудеться в 2023 році, але його не приймуть Сполучені Штати. 14 грудня ФІФА оголосила, що дати проведення та турніру будуть затверджені на засіданні Ради ФІФА в Досі, Катар, 16 грудня.
У травні 2022 року UOL Esporte повідомила, що Японія зацікавлена в проведенні турніру, оскільки виграла права на проведення попереднього турніру, а потім відмовилася через пандемію COVID-19 у Японії. У серпні UOL Esporte також повідомила, що Китай зацікавлений у проведенні турніру, оскільки спочатку він був обраний місцем проведення розширеного Клубного чемпіонату світу у 2021 році, який було відкладено через проблеми з розкладом, спричинені пандемією COVID-19. У вересні Diario AS повідомило, що Сполучені Штати та Об'єднані Арабські Емірати, господарі попереднього турніру, також зацікавлені в організації турніру. У грудні Diario AS повідомило, що Марокко, Катар і Об'єднані Арабські Емірати були останніми претендентами на проведення турніру. 16 грудня 2022 року Рада ФІФА призначила Марокко господарем турніру та підтвердила, що він відбудеться з 1 по 11 лютого 2023 року. Diario AS також повідомив, що фінал Ліги чемпіонів АФК 2022 року, який було перенесено на травень 2023 року через проблеми з розкладом, буде перенесена наперед, щоб полегшити розклад Клубного чемпіонату світу з футболу 2022 року. Однак 23 грудня 2022 року АФК підтвердила, що оскільки Ліга чемпіонів АФК 2022 не буде завершена вчасно, «Аль-Хіляль» (Ер-Ріяд) буде їхнім представником на турнірі як чинний переможець Ліги чемпіонів АФК 2022 року.

## Учасники
| Команда                  | Конфедерація         | Кваліфікація                            | Дата кваліфікації    | Участь                                                               |
| Проходять у півфінал     | Проходять у півфінал | Проходять у півфінал                    | Проходять у півфінал | Проходять у півфінал                                                 |
| ------------------------ | -------------------- | --------------------------------------- | -------------------- | -------------------------------------------------------------------- |
| Фламенгу                 | КОНМЕБОЛ             | Володар Кубка Лібертадорес 2022         | 29 жовтня 2022       | 2 (попередні: 2019)                                                  |
| Реал Мадрид              | УЄФА                 | Переможець Ліги чемпіонів УЄФА 2021/22  | 28 травня 2022       | 6 (попередні: 2000, 2014, 2016, 2017, 2018)                          |
| Проходять у чвертьфінал  |                      |                                         |                      |                                                                      |
| Аль-Гіляль               | АФК                  | Призначена АФК                          | 23 грудня 2022       | 3 (попередні: 2019, 2021)                                            |
| Відад                    | КАФ                  | Переможець Ліги чемпіонів КАФ 2021/22   | 30 травня 2022       | 2 (попередні: 2017)                                                  |
| Сіетл Саундерз           | КОНКАКАФ             | Переможець Ліги чемпіонів КОНКАКАФ 2022 | 4 травня 2022        | 1                                                                    |
| Проходять у перший раунд |                      |                                         |                      |                                                                      |
| Окленд Сіті              | ОФК                  | Переможець Ліги чемпіонів ОФК 2022      | 17 серпня 2022       | 10 (попередні: 2006, 2009, 2011, 2012, 2013, 2014, 2015, 2016, 2017) |
| Аль-Аглі                 | КАФ (господар)       | Фіналіст Ліги чемпіонів КАФ 2021/22     | 16 грудня 2022       | 8 (попередні: 2005, 2006, 2008, 2012, 2013, 2020, 2021)              |

Примітки
1. ↑  Через проблеми з розкладом було підтверджено, що фінал Ліги чемпіонів АФК 2022 року, спочатку запланований на жовтень 2022 року, не буде завершено до травня 2023 року[13]. Оскільки клубний чемпіонат світу з футболу 2022 вже відбудеться на той час, 23 грудня 2022 року АФК підтвердив, що «Аль-Хілаль» буде їхнім представником на турнірі як чинний чемпіон Ліги чемпіонів АФК 2021 року[14].
2. ↑  «Відад» також був переможцем чемпіонату Марокко 2021/22, країни-господаря.
3. 1 2  «Аль-Аглі» зайняв місце в Марокко, коли «Відад» виграв Лігу чемпіонів КАФ 2021/22.
4. ↑  Незважаючи на те, що 14 травня 2022 року «Аль-Аглі» стали фіналістами Ліги чемпіонів КАФ 2021/22, а 30 травня 2022 року посіли друге місце на турнірі, їхня участь не була підтверджена, доки Марокко не було призначено господарем турніру 16 грудня 2022 року.

## Стадіони
Матчі пройдуть на двох стадіонах в містах Танжер і Рабат.
| Ібн Батута        | Стадіон принца Мулая Абделлаха |
| Місткість: 65,000 | Місткість: 60,000              |
|                   |                                |

## Арбітри
14 січня 2023 року ФІФА оголосила, що на турнір призначено шість головних арбітрів, дванадцять асистентів арбітра та вісім відеоасистентів арбітра.
| Конфедерація | Арбітр                                  | Помічник арбітра                                       | Відеоасистент                                                                             |
| ------------ | --------------------------------------- | ------------------------------------------------------ | ----------------------------------------------------------------------------------------- |
| АФК          | Ma Ning (Китайська футбольна асоціація) | - Чжоу Фей (Китай) - Чжан Чен (Китай)                  | Фу Мін (Китай)                                                                            |
| КАФ          | Мустафа Горбаль (Алжир)                 | - Мокран Гурарі (Алжир) - Халіл Хассані (Туніс)        | Редуан Жиєд (Марокко)                                                                     |
| КОНКАКАФ     | Іван Бартон (Сальвадор)                 | - Девід Моран (Сальвадор) - Кетрін Несбітт (США)       | Фернандо Герреро (Мексика)                                                                |
| КОНМЕБОЛ     | Андрес Матонте (Уругвай)                | - Ніколас Таран (Уругвай) - Мартін Соппі (Уругвай)     | - Ніколас Галло (Колумбія) - Хуан Сото (Венесуела)                                        |
| УЄФА         | Іштван Ковач (Румунія)                  | - Васіле Марінеску (Румунія) - Овідіу Артене (Румунія) | - Жером Брізар (Франція) - Массіміліано Ірраті (Італія) - Хуан Мартінес Мунуера (Іспанія) |
| УЄФА         | Ентоні Тейлор (Англія)                  | - Гері Бесвік (Англія) - Адам Нанн (Англія)            | - Жером Брізар (Франція) - Массіміліано Ірраті (Італія) - Хуан Мартінес Мунуера (Іспанія) |

## Склади
Кожна команда мала надати склад з 23-х гравців (три з яких були воротарями). Заміна травмованих у заявці дозволена за 24 години до першого матчу команди на турнірі.

## Матчі
Жеребкування турніру відбулося 13 січня 2023 року о 12:00 CET у Футбольній академії Мохаммеда  VI у Сале, Марокко.Під час жеребкування другого раунду «Відад» та переможець матчу першого раунду були попередньо розподілені на окремі матчі, а їхні суперники були обрані на жеребкуванні.. Час початку матчу та місця проведення були підтверджені після жеребкування.
Якщо матч завершився внічию після звичайного ігрового часу:
- Для матчів на вибування призначається додатковий час. У разі нічиєї після додаткового часу призначаються післяматчеві пенальті для визначення переможця.
- У матчі за третє місце додатковий час не передбачається, а для визначення переможця відразу мала проводитись серія пенальті.

|  | Плей-оф           | Плей-оф         |                    |       | Чвертьфінали      | Чвертьфінали      |  |  | Півфінали | Півфінали |  |  | Фінал              | Фінал |
|  | 1 лютого – Танжер |                 |                    |       |                   |                   |  |  |           |           |  |  |                    |       |
|  | Аль-Аглі          | 3               |                    |       | 4 лютого — Танжер | 4 лютого — Танжер |  |  |           |           |  |  |                    |       |
|  | Аль-Аглі          | 3               |                    |       | 4 лютого — Танжер | 4 лютого — Танжер |  |  |           |           |  |  |                    |       |
|  | Окленд Сіті       | 0               |                    |       | Сіетл Саундерз    | 0                 |  |  |           |           |  |  |                    |       |
|  | Окленд Сіті       | 0               | 8 лютого — Рабат   |       | Сіетл Саундерз    | 0                 |  |  |           |           |  |  |                    |       |
|  |                   |                 |                    |       | Аль-Аглі          | 1                 |  |  |           |           |  |  |                    |       |
|  | Аль-Аглі          | 1               |                    |       | Аль-Аглі          | 1                 |  |  |           |           |  |  |                    |       |
|  | Аль-Аглі          | 1               |                    |       |                   |                   |  |  |           |           |  |  |                    |       |
|  |                   |                 | Реал Мадрид        | 4     |                   |                   |  |  |           |           |  |  |                    |       |
|  |                   |                 | Реал Мадрид        | 4     |                   |                   |  |  |           |           |  |  |                    |       |
|  |                   |                 | 11 лютого — Рабат  |       |                   |                   |  |  |           |           |  |  |                    |       |
|  |                   |                 |                    |       |                   |                   |  |  |           |           |  |  |                    |       |
|  | Реал Мадрид       | 5               |                    |       |                   |                   |  |  |           |           |  |  |                    |       |
|  | Реал Мадрид       | 5               | 4 лютого — Рабат   |       |                   |                   |  |  |           |           |  |  |                    |       |
|  |                   | Аль-Гіляль      | 3                  |       |                   |                   |  |  |           |           |  |  |                    |       |
|  |                   |                 | 3                  | Відад | 1 (3)             |                   |  |  |           |           |  |  |                    |       |
|  | 7 лютого — Танжер |                 |                    | Відад | 1 (3)             |                   |  |  |           |           |  |  |                    |       |
|  |                   | Аль-Гіляль пен. | 1 (5)              |       |                   |                   |  |  |           |           |  |  |                    |       |
|  | Фламенгу          | Аль-Гіляль пен. | 1 (5)              | 2     |                   |                   |  |  |           |           |  |  |                    |       |
|  | Фламенгу          |                 | Матч за 3-тє місце | 2     |                   |                   |  |  |           |           |  |  |                    |       |
|  |                   |                 | Аль-Гіляль         | 3     |                   |                   |  |  |           |           |  |  |                    |       |
|  | Аль-Аглі          | 2               | Аль-Гіляль         | 3     |                   |                   |  |  |           |           |  |  |                    |       |
|  | Аль-Аглі          | 2               |                    |       |                   |                   |  |  |           |           |  |  |                    |       |
|  | Фламенгу          | 4               |                    |       |                   |                   |  |  |           |           |  |  |                    |       |
|  | Фламенгу          | 4               |                    |       |                   |                   |  |  |           |           |  |  |                    |       |
|  |                   |                 |                    |       |                   |                   |  |  |           |           |  |  | 11 лютого — Танжер |       |

Всі матчі вказані за Центральноєвропейським часом (UTC+1).

### Перший раунд
| 1 лютого 2023 20:00 |

| Аль-Аглі (Каїр)                         | 3–0      | Окленд Сіті |
| --------------------------------------- | -------- | ----------- |
| - Аль-Шахат 45+2' - Шеріф 56' - Тау 86' | Протокол |             |

| Ібн Батута, Танжер Глядачів: 47,137 Арбітр: Ма Нін (Китай) |

### Другий раунд
| 4 лютого 2023 15:30 |

| Відад                                       | 1–1      | Аль-Гіляль (Ер-Ріяд)                                    |
| ------------------------------------------- | -------- | ------------------------------------------------------- |
| - Ель-Амлуд 52'                             | Протокол | - Канно 90+4' (пен.)                                    |
|                                             | Пенальті |                                                         |
| - Аттіят Аллах - Ель-Амлуд - Унажем - Дауді | 3–5      | - Марега - В'єтто - Аш-Шегрі - Аль-Хамдан - Аль-Джувайр |

| принца Мулая Абделлаха, Рабат Глядачів: 43,891 Арбітр: Іван Бартон (Сальвадор) |

| 4 лютого 2023 18:00 |

| Сіетл Саундерз | 0–1      | Аль-Аглі (Каїр) |
| -------------- | -------- | --------------- |
|                | Протокол | - Магді 88'     |

| Ібн Батута, Танжер Глядачів: 30,589 Арбітр: Ентоні Тейлор (Англія) |

### Півфінали
| 7 лютого 2023 20:00 |

| Фламенгу           | 2–3      | Аль-Гіляль (Ер-Ріяд)                                 |
| ------------------ | -------- | ---------------------------------------------------- |
| - Педро 20', 90+1' | Протокол | - С. Ад-Давсарі 4' (пен.), 45+9' (пен.) - В'єтто 70' |

| Ібн Батута, Танжер Глядачів: 42,496 Арбітр: Іштван Ковач (Румунія) |

| 8 лютого 2023 20:00 |

| Аль-Аглі (Каїр)     | 1–4      | Реал Мадрид                                                         |
| ------------------- | -------- | ------------------------------------------------------------------- |
| - Маалул 65' (пен.) | Протокол | - Вінісіус 42' - Вальверде 46' - Родріго Гоес 90+2' - Аррібас 90+8' |

| принца Мулая Абделлаха, Рабат Глядачів: 43,508 Арбітр: Андрес Матонте (Уругвай) |

### Матч за 3-тє місце
Матч за третє місце, який спочатку планувалося зіграти у Рабаті, було перенесено 9 лютого 2023 року у Танжер, щоб зберегти поле для фіналу.
| 11 лютого 2023 16:30 |

| Аль-Аглі (Каїр)         | 2–4      | Фламенгу                                                    |
| ----------------------- | -------- | ----------------------------------------------------------- |
| - Абдель Кадер 38', 60' | Протокол | - Габріел Барбоза 11' (пен.), 85' (пен.) - Педро 77', 90+1' |

| Ібн Батута, Танжер Глядачів: 30,216 Арбітр: Мустафа Горбаль (Алжир) |

### Фінал
| 11 лютого 2023 20:00 |

| Реал Мадрид                                            | 5–3      | Аль-Гіляль (Ер-Ріяд)           |
| ------------------------------------------------------ | -------- | ------------------------------ |
| - Вінісіус 13', 69' - Вальверде 18', 58' - Бензема 54' | Протокол | - Марега 26' - В'єтто 63', 79' |

| принца Мулая Абделлаха, Рабат Глядачів: 44,439 Арбітр: Ентоні Тейлор (Англія) |

## Бомбардири
| Місце | Гравець            | Клуб                 | Голів |
| ----- | ------------------ | -------------------- | ----- |
| 1     | Педро              | Фламенгу             | 4     |
| 2     | Федеріко Вальверде | Реал Мадрид          | 3     |
| 2     | Лусіано В'єтто     | Аль-Гіляль (Ер-Ріяд) | 3     |
| 2     | Вінісіус Жуніор    | Реал Мадрид          | 3     |
| 5     | Ахмед Абдель Кадер | Аль-Аглі (Каїр)      | 2     |
| 5     | Салем ад-Давсарі   | Аль-Гіляль (Ер-Ріяд) | 2     |
| 5     | Габріел Барбоза    | Фламенгу             | 2     |
| 8     | Аюб Ель-Амлуд      | Відад                | 1     |
| 8     | Серхіо Аррібас     | Реал Мадрид          | 1     |
| 8     | Карім Бензема      | Реал Мадрид          | 1     |
| 8     | Мохамед Канно      | Аль-Гіляль (Ер-Ріяд) | 1     |
| 8     | Алі Маалул         | Аль-Аглі (Каїр)      | 1     |
| 8     | Мохамед Магді      | Аль-Аглі (Каїр)      | 1     |
| 8     | Мусса Марега       | Аль-Гіляль (Ер-Ріяд) | 1     |
| 8     | Родріго Гоес       | Реал Мадрид          | 1     |
| 8     | Хуссейн Аль-Шахат  | Аль-Аглі (Каїр)      | 1     |
| 8     | Мохамед Шеріф      | Аль-Аглі (Каїр)      | 1     |
| 8     | Персі Тау          | Аль-Аглі (Каїр)      | 1     |

## Нагороди
Наступні нагороди були отримані на завершення турніру:
| Золотий м'яч Adidas           | Срібний м'яч Adidas              | Бронзовий м'яч Adidas       |
| ----------------------------- | -------------------------------- | --------------------------- |
| Вінісіус Жуніор (Реал Мадрид) | Федеріко Вальверде (Реал Мадрид) | Лусіано В'єтто (Аль-Гіляль) |
| Премія FIFA Fair Play         |                                  |                             |
| Реал Мадрид                   |                                  |                             |

ФІФА також назвала найкращого гравця матчу в кожній грі на турнірі.
| Матч | Гравець матчу    | Клуб                 | Суперник             | Прим.  |
| ---- | ---------------- | -------------------- | -------------------- | ------ |
| 1    | Мохамед Шеріф    | Аль-Аглі (Каїр)      | Окленд Сіті          | [ 24 ] |
| 2    | Мохамед Магді    | Аль-Аглі (Каїр)      | Сіетл Саундерз       | [ 25 ] |
| 3    | Густаво Куельяр  | Аль-Гіляль (Ер-Ріяд) | Відад                | [ 26 ] |
| 4    | Салем ад-Давсарі | Аль-Гіляль (Ер-Ріяд) | Фламенгу             | [ 27 ] |
| 5    | Вінісіус Жуніор  | Реал Мадрид          | Аль-Аглі (Каїр)      | [ 28 ] |
| 6    | Педро            | Фламенгу             | Аль-Аглі (Каїр)      | [ 29 ] |
| 7    | Вінісіус Жуніор  | Реал Мадрид          | Аль-Гіляль (Ер-Ріяд) | [ 30 ] |

## Спонсори
Презентуючий партнер
- Visit Saudi

Партнери FIFA
- Adidas
- Wanda Group

Спонсори турніру
- Orange Morocco
- Betano
- Office Chérifien des Phosphates
- ONCF

## Мовники
| Територія | Мовник             | Прим.  |
| --- | ------------------ | ------ |
| Австралія | SBS Sport          | [ 32 ] |
| Бразилія | Sportv, Globo      | [ 33 ] |
| Франція | Canal+             | [ 34 ] |
| Індонезія | RCTI, iNews, SPOTV | [ 34 ] |
| Італія | Sky Italia         | [ 34 ] |
| Мексика | Vix                | [ 35 ] |
| Марокко | SNRT               | [ 36 ] |
| Філіппіни | SPOTV              | [ 37 ] |
| Іспанія | Mediaset España    | [ 38 ] |
| США | FOX Sports         | [ 39 ] |
| Вірменія Азербайджан Білорусь Естонія Грузія Ірландія Казахстан Киргизстан Латвія Литва Молдова Таджикистан Туреччина Туркменістан Україна Узбекистан | Saran Media        | [ 40 ] |
| Аргентина Чилі Колумбія Еквадор Перу Уругвай Венесуела                                                                                                | DSports            | [ 41 ] |